# Berneray
Berneray er en lille ø i Hebriderne vest for Skotland.
Navnet Berneray stammer fra norn bjorn, øen har 123 indbyggere, og ligger i Sound of Harris mellem North Uist og Harris i de Ydre Hebrider.
Mange andre lokaliteter har nors navne, f.eks den lille landsby Borve, omskrevet fra norn borg. Højeste punkter er Beinn Shleibhe (Moor Hill) ca. 100 m og Borve Hill ca. 98 m. Kun den klippefyldte østkyst er beboet. Små landbrug, fiskeri og turisme er de eneste indtægtkilder. I nærheden af færgehavnen er der supermarked, café tea room, postkontor, kirken og et moderne kursuscenter.
Berneray er kendt for sit rige fugleliv og gode badestrand på vestkysten.